# سمكة البلطي الإماراتية
سمكة البلطي الإماراتية، سمكة بلطي وادي الوُريعة أو سمكة بلطي بسام خلف Emirati Tilapia، Wadi Al Wurayah Tilapia or Bassam Khalaf's Tilapia  واسمها العلمي Oreochromis mossambicus bassamkhalafi  Khalaf,
2009
سمكة البُلطي الإماراتية من أسماك المياه العذبة والتي تتبع عائلة البُلطيات أو المُشطيات Cichlidae، وهي إحدى سُلالات أسماك البُلطي الشائعة، والتي تعيش في برك وادي الوُريعة، في إمارة الفجيرة، بدولة الإمارات العربية المتحدة. وهي من الأسماك التي تم تصنيفها حديثاً.

## الاكتشاف والتسمية العلمية
تم اكتشاف نويع أو سُلالة جديدة من أسماك المياه العذبة من برك وادي الوُريعة، التابعة لإمارة الفجيرة، وهي أول منطقة جبلية محمية في الإمارات العربية المتحدة. ولقد تم اكتشاف سمكة البُلطي الإماراتية أثناء رحلة علمية قام بها عالم الحيوان الفلسطيني الألماني د. نعمان (نورمان) علي خلف اليافاوي إلى جبال الحجر ووادي الوُريعة، حيث لاحظ وجود هذه الأسماك في البرك الجبلية. وقد تم إعطاء السمكة المُكتشفة الاسم العلمي الجديد « أوريوكروميس موزمبيقي بسام خلف » Oreochromis mossambicus bassamkhalafi  Khalaf,
2009. وقد تم اختيار اسم النُويع «بسام خلفي» bassamkhalafi باللغة اللاتينية، تكريماً وتخليداً للسيد «بسام علي طاهر خلف» (والد مُكتشف السمكة) (1938 - 2006) والذي كان له أكبر الأثر في مسيرة إبنه العِلمية.

## الصفات الخارجية
تمتاز سمكة البُلطي الإماراتية بلونها الزيتي مع وجود اللون المُصفر واللون الأزرق الرمادي مع لمعة فضية. ويصل طول الأسماك البالغة من 25 - 30 سنتيمتر.

## الغذاء
تتغذى سمكة بلطي وادي الوريعة على تشكيلة متنوعة من الغذاء مثل الدياتومات والطحالب والنباتات المائية وكذلك الحيوانات اللافقارية وصغار السمك والمُخلفات.

## التعايش مع الأسماك الأخرى
تعيش سمكة البُلطي الإماراتية في برك وادي الوُريعة بإمارة الفجيرة مع سمكة الكهوف العمياء الإماراتية ذات الاسم العلمي « جارا بريمي وريعي» Garra barreimiae wurayahi Khalaf,
2009.

## الانتشار
انتشار هذه السُلالة محدود في برك وادي الوُريعة بإمارة الفجيرة، ولذلك يجب حمايتها من خطر الانقراض.

## المعلومات الغذائية
يحتوي كل 100غ من سمك البلطي بحسب وزارة الزراعة الأميركية على المعلومات الغذائية التالية:
- السعرات الحرارية: 96
- الدهون: 1.70
- الدهون المشبعة: 0.58
- الكاربوهيدرات: 0
- الألياف: 0
- البروتينات: 20.08
- الكولسترول: 50

## وصلات خارجية
- نُويع جديد من أسماك البُلطي الشائعة من برك وادي الوُريعة بإمارة الفجيرة، دولة الإمارات العربية المتحدة: أوريوكروميس موزمبيقي بسام خلفي (بسام خلف) خلف، 2009.
- سمكة البُلطي الإماراتية في قائمة تصنيف الحيوانات العالمية (BioLib).